# Le Camus de Beaulieu
Pour les articles homonymes, voir Beaulieu.
Jean Vernet, dit Le Camus de Beaulieu, était un militaire français du XVe siècle, favori du roi Charles VII.

## Biographie
Le Camus, d'origine auvergnate, est un écuyer commandant une des compagnies gardes du roi, lorsque ce dernier le repère au printemps 1427. Séduisant bien que peu intelligent, il acquiert très rapidement l'affection du jeune Charles VII, qui vient de perdre son précédent favori Pierre II de Giac, éliminé quelques mois plus tôt par sa belle-mère Yolande d'Aragon.
Le Camus remplace de Giac sans difficulté dans la faveur du roi, qui le nomme grand maître des écuries, puis capitaine de Poitiers. Le favori commence à avoir une certaine influence sur le gouvernement et isole pour cela le roi, le faisant garder par ses propres hommes.
Mais cette attitude arrogante ne tarde pas à irriter Yolande d'Aragon ainsi que le connétable de Richemont, pour l'heure chef du gouvernement. Le fougueux prince breton décide de se débarrasser de son rival. Le 12 juin 1427 à Poitiers, tandis que Le Camus de Beaulieu se promène à cheval sur les bords du Clain, il est assailli par des hommes du sire de Boussac et promptement occis, sous les yeux du roi qui observe la scène depuis les fenêtres du château du lieu. Le cadavre du favori, le crâne fendu et amputé d'une main, est jeté à l'eau. Charles VII, furieux sur le moment, se calme bien vite et oublie Le Camus.